# Onthophagus orpheus
Onthophagus orpheus là một loài bọ cánh cứng trong họ Bọ hung (Scarabaeidae).